# George Newbold Lawrence
Pour les articles homonymes, voir Lawrence et Newbold.
George Newbold Lawrence, né à New York le 20 octobre 1806 et mort à New York le 17 janvier 1895, est un homme d'affaires et ornithologue amateur américain.

## Biographie
Sa famille est originaire du Hertfordshire, en Grande-Bretagne, et émigre aux États-Unis en 1635. Le jeune Lawrence grandit pas très loin du domicile de John James Audubon (1785-1851) et fréquente ses enfants. Son père dirige une prospère entreprise pharmaceutique que son fils reprendra. Lawrence abandonne les affaires en 1862 pour se consacrer entièrement à l’ornithologie. Il dirige plusieurs expéditions pour étudier les oiseaux du Pacifique avec Spencer Fullerton Baird et John Cassin (1813-1869), avec qui il a coécrit Birds of North America en 1858.
Il fait don de sa collection de 8 000 dépouilles d'oiseaux à l'American Museum of Natural History. Lawrence s’intéresse principalement aux oiseaux tropicaux.

## Espèces éponymes
- Bec-en-arc de Lawrence (Oncostoma olivaceum), aussi appelé Tyranneau de Lawrence ;
- Chardonneret gris (Carduelis lawrencei), par John Cassin ;
- Merle de Lawrence ( Turdus lawrencii), par Elliott Coues.

## Source
- Daniel Giraud Elliot (1896). In Memoriam : George Newbold Lawrence, Auk (The), 13, 1 : 1-10.  (ISSN 0004-8038)
- Edward S. Gruson (1972). Words for Birds. A Lexicon of North American Birds with Biographical Notes, Quadrangle Books (New York) : xiv + 305 p.